# Uitlaat (verbrandingsmotor)

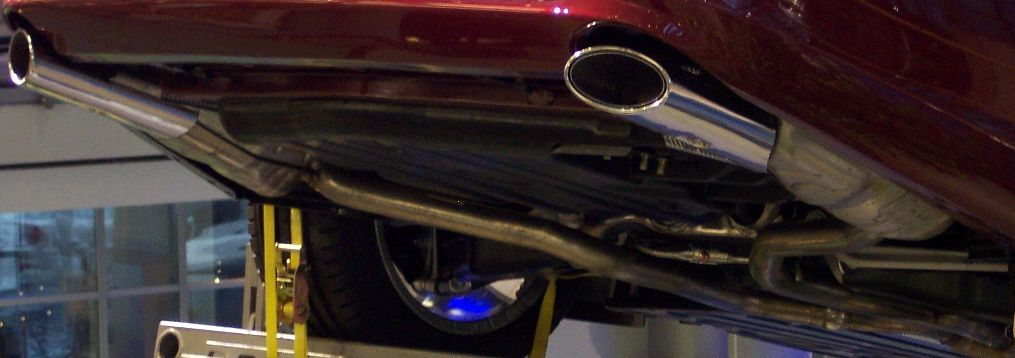
Een dubbele uitlaat

De uitlaat is het deel van de verbrandingsmotor waardoor de uitlaatgassen afgevoerd worden.

## Functie
De functie van de uitlaat is het dempen van het geluid, bewerken van restgassen in de eventueel aanwezige katalysator en, in een tweetaktmotor, het geven van tegendruk aan de cilinder waardoor de uitlaatgassen gelijkmatig de cilinder verlaten en deze dus schoon is voor de volgende inlaatslag. En ook bij een viertaktmotor is de demping van belang.

## Tweetaktuitlaat
Het uitlaatsysteem van een tweetaktmotor is van principieel belang. Een expansie-uitlaat kan bij een tweetaktmotor werken zoals een turbocompressor op een viertaktmotor en kan 40% meer vermogen opleveren bij dezelfde cilinderinhoud.

## Onderdelen
De uitlaat kan bestaan uit de volgende onderdelen:
- uitlaatspruitstuk (alleen bij een motor met meer dan een cilinder)
- eerste en eventueel tweede knaldemper
- katalysator

De uitlaat loopt bij personenauto's onder het voertuig door en mondt uit op een punt zo ver mogelijk achter de ruimte voor de inzittenden, om te voorkomen dat verbrande gassen het interieur kunnen binnendringen. In het verleden bestond in Nederland ook het voorschrift dat de uitlaat van een personenauto zich aan de linkerkant van het voertuig moest bevinden om zo de personen op het trottoir te beschermen tegen uitlaatgassen. Deze eis is later vervallen.
De uitlaat is opgehangen aan rubbers, die de trillingen van de uitlaat isoleren van de carrosserie.
Bij sommige gelede vrachtauto's (trucks) wordt de uitlaat direct achter de cabine omhoog geleid. In dit geval is het uiteinde veelal voorzien van een klep die door de druk van de uitlaatgassen geopend wordt en zich bij het wegvallen daarvan weer sluit, dit om te voorkomen dat o.a. regenwater in het systeem terecht zou kunnen komen.
Ook brom- en motorfietsen hebben een uitlaat. Vaak is die uitgevoerd in verchroomd metaal en is het een opvallend onderdeel van het voertuig.
Uitlaten zijn gewoonlijk vervaardigd van plaatstaal. Doordat de uitlaatgassen watermoleculen bevatten (bij motoren die LPG verbranden extreem veel) die bij stilstand van de motor condenseren, roesten uitlaten snel door en moeten ze dus regelmatig worden vervangen. Motorfietsen en auto's uit het duurdere segment hebben in de regel uitlaten die geheel uit roestvast staal zijn vervaardigd en die daardoor net zo lang meegaan als het voertuig zelf.